# Kevin Palmer
Kevin O'Brian Palmer jr. (Baltimora, 21 giugno 1987) è un ex cestista statunitense.

## Palmarès
- Campionato israeliano: 1

Maccabi Rishon LeZion: 2015-16